# 미오 (음악 그룹)
미오는 대한민국의 3인조 가수, 작곡가 그룹이다. 2014년 싱글 앨범 [집을사야해]로 데뷔했다.

## 음반
- 미오 1st Single Album 집을사야해 (2014)
- 미오 2nd Digital Single Album '새빨간 거짓말' (2015)
- 3rd Single Album '눈물이 차올라' (2015)
- 4th Single Album '하루라도' (2016)
- 불후의 명곡 - 전설을 노래하다 (작곡가 최준영 편) (2016)
- 미오 5th Single Album '이 노래가' (2016)